# Памятник Тарасу Шевченко (Шахты)
Памятник Тарасу Шевченко — памятник в городе Шахты Ростовской области, установленный в память об украинском поэте и прозаике Тарасе Григорьевиче Шевченко.

## История
В 1972 году у входа в Александровский парк г. Шахты Ростовской области у был открыт памятник Т. Г. Шевченко, однако в начале 1990-х годов он был демонтирован, а на его месте появился фонтан.
Вот как описывала открытие памятника 18 марта 1972 года местная газета:
Улица имени Тараса Григорьевича Шевченко — одна из старейших в нашем городе. Для многих тысяч людских судеб она стала началом биографии. Раньше она называлась Степной, потому что сразу за ней начиналась степь. Потом — Пушкинской, но большинство шахтинцев ее помнит и знает как улицу Шевченко.

И сегодня воздвигнут памятник Тарасу Григорьевичу Шевченко. Созданный по инициативе и на средства жителей Ленинского района (заработанные на субботниках), этот памятник — символ нерушимого братства двух народов — русского и украинского.

## Современный памятник
В 2011 году инициативная группа шахтинцев обратилась в администрацию города с просьбой о восстановлении памятника. Идею поддержал мэр города. Все финансовые вопросы по приведению в порядок бюста и его установке были решены за счет депутатов городской Думы, администрации и самих горожан.
В 2012 году памятник поэту был восстановлен, но уже на новом месте — возле краеведческого музея, расположенного по улице Шевченко, 149. В ходе торжественных мероприятий открытию восстановленного памятника Шевченко мэр города Шахты произнес следующую речь:
Я очень надеюсь, что все присутствующие сегодня на открытии памятника Т.Г.Шевченко, откроют новые грани его творчества или просто начнут знакомиться с его прекрасными литературными произведениями
В 2014 году в городе Шахты у памятника проходили торжественные мероприятия, посвященные 200-летию со дня рождения украинского поэта.